# 許文全
許文全（1927年—1999年10月28日），臺灣男演員暨劇務工作人員。

## 生平
許文全生於1927年，原籍北京。1949年，他隨中華民國國軍部隊來臺，任職國防部藝術工作總隊戲劇隊，直至1956年退伍。其後，他演出電影，並於中視、華視擔任演員暨劇務。他曾是臺灣第一部連續劇《晶晶》的執行製作，並在多部連續劇中扮演老管家等長者角色。
許文全終身未婚，曾與另一位單身男演員孟元同住多年。孟元晚年失智，多虧許文全、關毅、吳桓等中華基督教藝人之家老友照料。1999年10月，許文全因前列腺癌病重，欲返鄉一趟，卻無旅費；民視《長男的媳婦》劇組募資新臺幣八萬元，至醫院將善款交給他，他握善款痛哭。1999年10月28日，許文全病逝，未完成遺願，其身後事由臺北市電影電視演藝業職業工會處理。

## 演出作品

### 電影
- 塔裡的女人（1967）
- 刺蠻王（1971）
- 朱洪武（1971）
- 鐵燕（1978）
- 冷豔嬌娃（1982）
- 痴情女子（1982）
- 最長的一夜（1983）

### 電視劇
- 長白山上（1970）
- 難忘鳳林灣（1973）
- 山歌戀（1984）
- 鹿鼎記（1984）
- 富貴浮雲（1985）
- 李娃傳（1990）
- 梅花烙（1992）
- 包青天（1993）
- 聊齋（1996）

## 外部連結
- 許文全在香港影庫上的簡介